# Риніофіти
Риніофіти (Rhyniophyta) або псилофіти (Psilophyta) — викопна базальна група судинних рослин. Вважаються подібними до роду Rhynia, що існував в ранньому девоні (близько 420—393 млн років тому). Джерела різняться у ранзі цієї групи: деякі відносять її до класу Rhyniopsida, інші — до підкласу Rhyniophytina або відділу Rhyniophyta.
Перше визначення групи під назвою Rhyniophytina дав Бенкс:8: «Зрештою Rhyniophytina повільно розчинилися в гетерогамній колекції рослин … група містить лише один вид, з яким погоджуються всі автори: типовий вид Rhynia gwynne-vaughanii»:94.
У дуже широкому розумінні група складається з рослин з дихотомічно розгалуженими, голими надземними осями («стеблами») з кінцевими спороносними структурами (спорангіями):227. Риніофіти вважаються стебловими трахеофітами (судинними рослинами).

## Назва

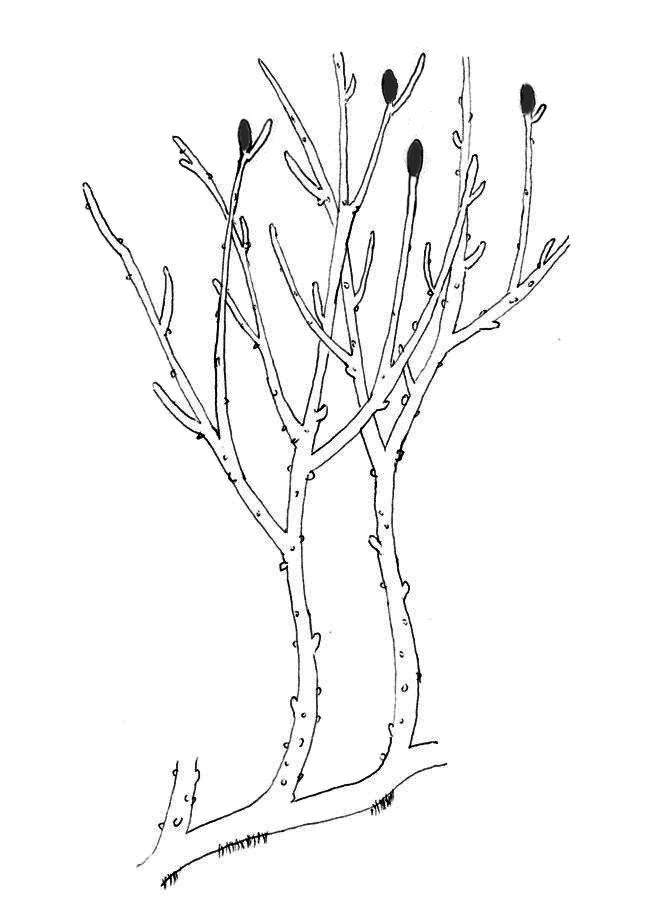
Реконструкція Rhynia gwynne-vaughanii

Рід Rhynia, названий на честь села Райні (Шотландія), де він був вперше розкопаний. В науковій літературі прийнято назву ринія, хоча правильніше було б назва райнія.

## Визначення
Група була описана як частина відділу судинних рослин (Tracheophyta) Харланом Паркером Бенксом у 1968 році під назвою Rhyniophytina. Оригінальне визначення було таким: «рослини з голими (без пагонів), дихотомічними осями, що містять спорангії, які є кінцевими, зазвичай веретеноподібними та можуть поздовжньо розгалужуватися; вони є мініатюрними рослинами й, наскільки відомо, мають невелике циліндричне пасмо ксилеми з центральною протоксилемою.». За цим визначенням вони є поліспорангіофітами, оскільки їхні спорофіти складаються з розгалужених стебел, що несуть спорангії (спороутворюючі органи). У них немає листя або справжнього коріння, але є проста судинна тканина.

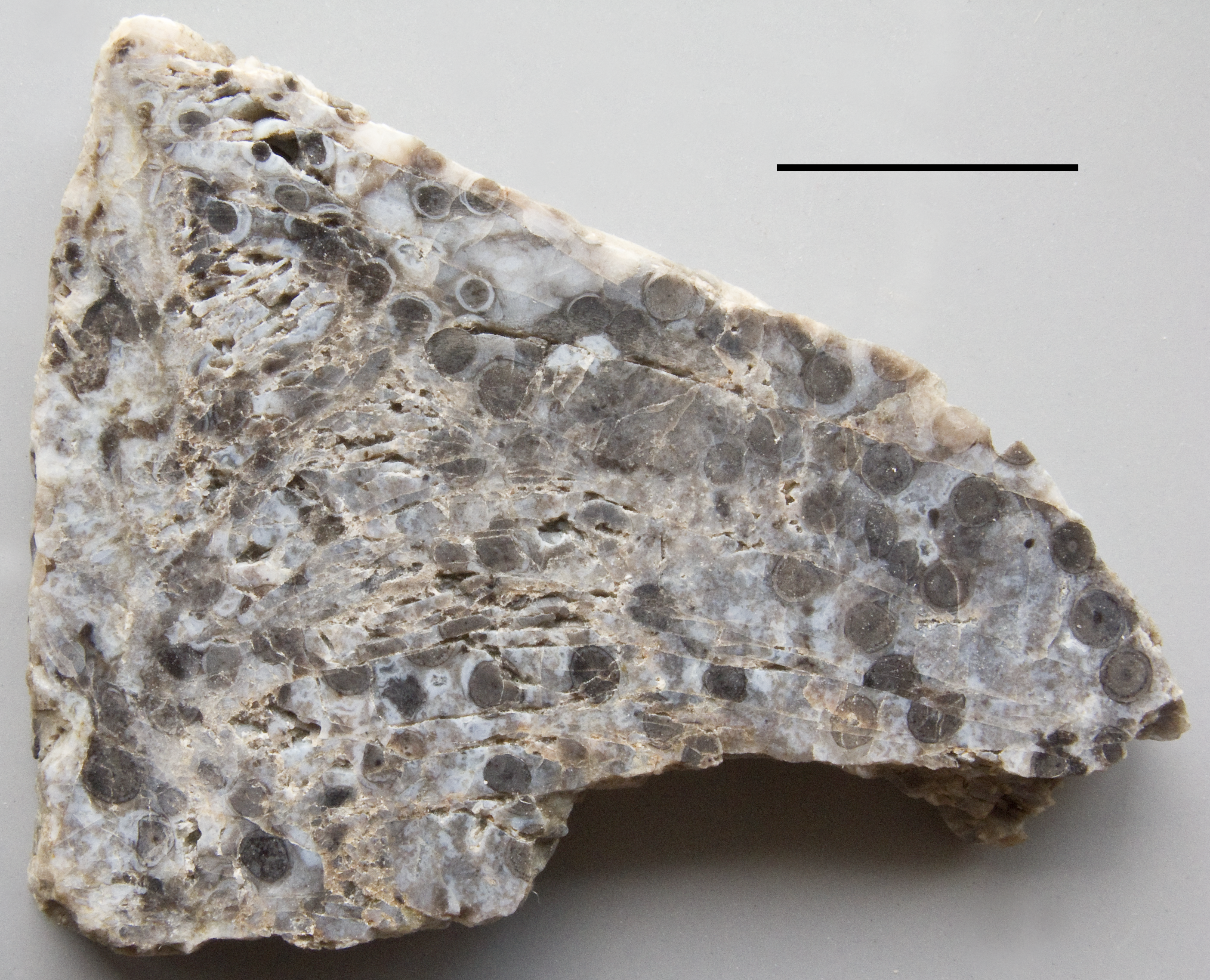
Скам'янілі рештки Rhynia

Однак група виявилася не монофілетичною, оскільки тепер відомо, що у деяких її представників судинна тканина відсутня. Визначення, яке зараз використовується найчастіше — визначення Д. Едвардса і Д. С. Едвардса: «рослини з гладким стеблом, без чітко виражених колючок або листків, що демонструють різноманітні типи розгалуження, які можуть бути ізотомічними, анізотомічними або псевдомоноподальними. Подовжені або кулясті спорангії термінальні на головних або бічних стеблах з обмеженим розгалуженням. Ймовірно, що ксилема, яка складалася з суцільного пасма трахеїд, утворювала єдиний циліндр у центрі стебла і розвивалася від центру назовні.

## Таксономія
Немає узгодженої формальної класифікації для риніофітів:96–97. Нижче наведені деякі назви, які можуть бути використані: 
- Відділ Rhyniophyta Cronq., Takht. & Zimmermann (1966)[3][6]
  - Підвідділ Rhyniophytina Banks (1968)[3][4]
    - Клас Rhyniopsida Kryshtofovich (1925)[7]
      - Ряд Rhyniales Němejc (1950)[8]
        - Родина Rhyniaceae Kidston & Lang (1920)[9]

### Філогенез

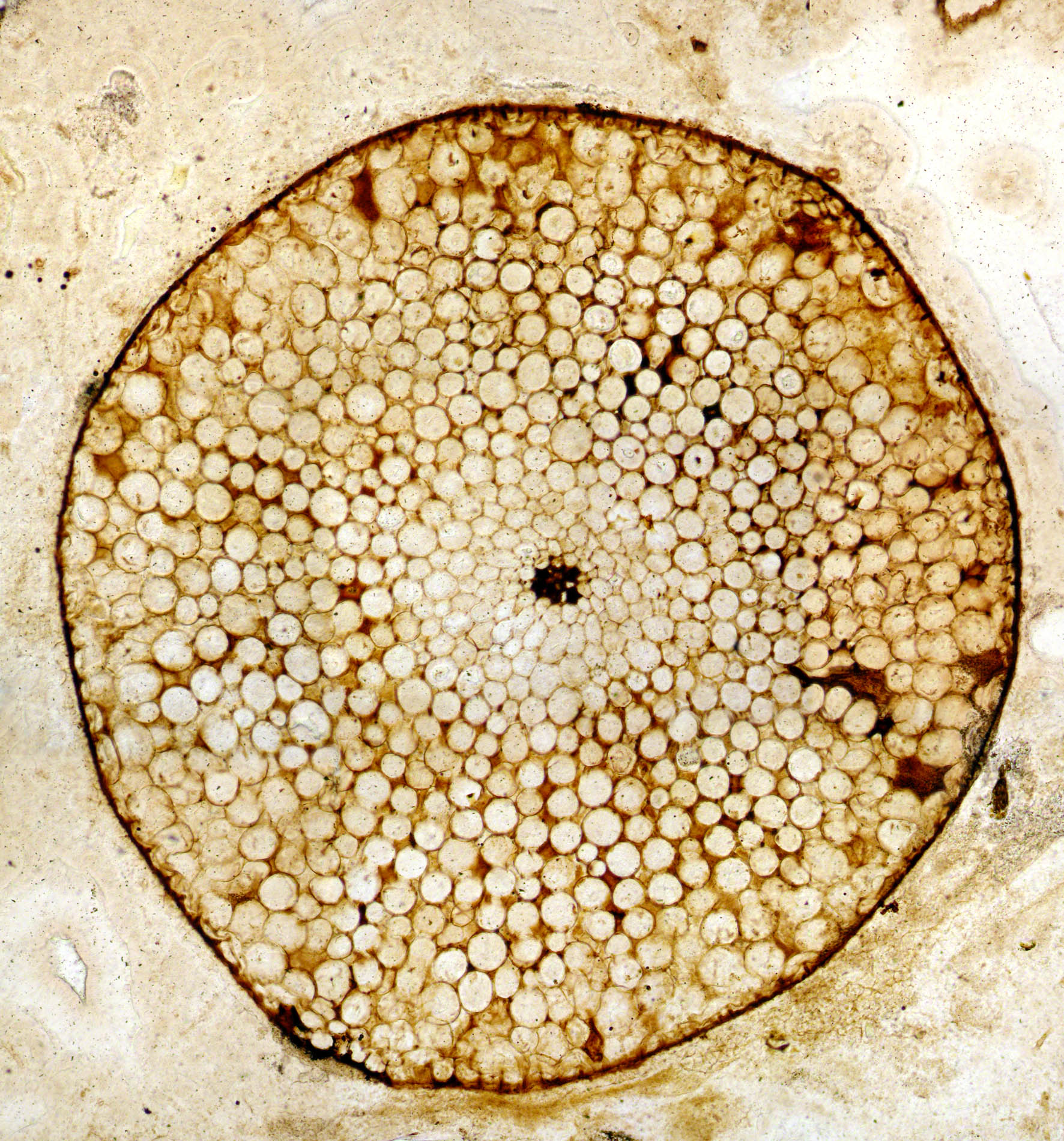
Поперечний розріз стебла Rhynia

У 2004 році Крейн та ін. опублікували кладограму поліспорангіофітів, в якій Rhyniaceae представлені як сестринська група всіх інших судинних рослин. Деякі інші колишні «риніофіти», такі як Horneophyton та Aglaophyton, винесені за межі клади судинних, оскільки вони не мають справжньої судинної тканини (зокрема не мали трахеїд). Однак і Horneophyton, і Aglaophyton були попередньо класифіковані як судинні принаймні в одному недавньому кладистичному аналізі ранньодевонських наземних рослин.
Часткова кладограма Крейна та ін., що включає більш ймовірних риніофітів:
|  | Huvenia                                                  |
|  |                                                          |
|  | \| \| Rhynia \| \| \| \| \| \| Stockmansella \| \| \| \| |
|  |                                                          |
|  | Rhynia                                                   |
|  |                                                          |
|  | Stockmansella                                            |
|  |                                                          |

|  | Rhynia        |
|  |               |
|  | Stockmansella |
|  |               |

|  | Lycopodiophytina і стовбурові групи |
|  |                                     |
|  | Euphyllophytina                     |
|  |                                     |

|  | Huvenia                                                  |
|  |                                                          |
|  | \| \| Rhynia \| \| \| \| \| \| Stockmansella \| \| \| \| |
|  |                                                          |
|  | Rhynia                                                   |
|  |                                                          |
|  | Stockmansella                                            |
|  |                                                          |

|  | Rhynia        |
|  |               |
|  | Stockmansella |
|  |               |

|  | Lycopodiophytina і стовбурові групи |
|  |                                     |
|  | Euphyllophytina                     |
|  |                                     |

|  | Huvenia                                                  |
|  |                                                          |
|  | \| \| Rhynia \| \| \| \| \| \| Stockmansella \| \| \| \| |
|  |                                                          |
|  | Rhynia                                                   |
|  |                                                          |
|  | Stockmansella                                            |
|  |                                                          |

|  | Rhynia        |
|  |               |
|  | Stockmansella |
|  |               |

|  | Lycopodiophytina і стовбурові групи |
|  |                                     |
|  | Euphyllophytina                     |
|  |                                     |

|  | Huvenia                                                  |
|  |                                                          |
|  | \| \| Rhynia \| \| \| \| \| \| Stockmansella \| \| \| \| |
|  |                                                          |
|  | Rhynia                                                   |
|  |                                                          |
|  | Stockmansella                                            |
|  |                                                          |

|  | Rhynia        |
|  |               |
|  | Stockmansella |
|  |               |

|  | Lycopodiophytina і стовбурові групи |
|  |                                     |
|  | Euphyllophytina                     |
|  |                                     |

|  | Huvenia                                                  |
|  |                                                          |
|  | \| \| Rhynia \| \| \| \| \| \| Stockmansella \| \| \| \| |
|  |                                                          |
|  | Rhynia                                                   |
|  |                                                          |
|  | Stockmansella                                            |
|  |                                                          |

|  | Rhynia        |
|  |               |
|  | Stockmansella |
|  |               |

|  | Lycopodiophytina і стовбурові групи |
|  |                                     |
|  | Euphyllophytina                     |
|  |                                     |

|  | Huvenia                                                  |
|  |                                                          |
|  | \| \| Rhynia \| \| \| \| \| \| Stockmansella \| \| \| \| |
|  |                                                          |
|  | Rhynia                                                   |
|  |                                                          |
|  | Stockmansella                                            |
|  |                                                          |

|  | Rhynia        |
|  |               |
|  | Stockmansella |
|  |               |

|  | Lycopodiophytina і стовбурові групи |
|  |                                     |
|  | Euphyllophytina                     |
|  |                                     |

|  | Huvenia                                                  |
|  |                                                          |
|  | \| \| Rhynia \| \| \| \| \| \| Stockmansella \| \| \| \| |
|  |                                                          |
|  | Rhynia                                                   |
|  |                                                          |
|  | Stockmansella                                            |
|  |                                                          |

|  | Rhynia        |
|  |               |
|  | Stockmansella |
|  |               |

|  | Lycopodiophytina і стовбурові групи |
|  |                                     |
|  | Euphyllophytina                     |
|  |                                     |

|  | Huvenia                                                  |
|  |                                                          |
|  | \| \| Rhynia \| \| \| \| \| \| Stockmansella \| \| \| \| |
|  |                                                          |
|  | Rhynia                                                   |
|  |                                                          |
|  | Stockmansella                                            |
|  |                                                          |

|  | Rhynia        |
|  |               |
|  | Stockmansella |
|  |               |

|  | Lycopodiophytina і стовбурові групи |
|  |                                     |
|  | Euphyllophytina                     |
|  |                                     |

### Роди
Хао і Сюе у 2013 році досить широко переописали Rhyniopsida, розділивши її на підгрупи риніолінів (rhynialeans), куксоніоїдів (cooksonioids) і реналіоїдів (renalioids). Роди, включені Хао та Сюе, перераховані нижче (у дужках наведені підгрупи, до яких вони віднесені):
- Aberlemnia (реналіоїд)
- Aglaophyton (риніолін)
- Caia
- Cooksonia (куксоніоїд + реналіоїд)
- Culullitheca
- Eogaspesiea (= Eogaspesia) (риніолін)
- Eorhynia
- Filiformorama
- Fusitheca (= Fusiformitheca)
- Grisellatheca
- Hsua (=Hsüa) (реналіоїд)
- Huia
- Huvenia (риніолін)
- Junggaria (= Cooksonella, Eocooksonia)
- Pertonella
- Renalia (реналіоїд)
- Resilitheca
- Rhynia (риніолін)
- Salopella (риніолін?)
- Sartilmania
- Sennicaulis
- Sporathylacium
- Steganotheca
- Stockmansella (риніолін)
- Tarrantia (риніолін?)
- Tortilicaulis
- Uskiella (риніолін)

Припускається, що погано збережена Eohostimella, знайдена у відкладеннях раннього силуру (близько 440—430 мільйонів років тому), також може бути риніофітом.